# جيمس أودونيل بينيت
جيمس أودونيل بينيت (بالإنجليزية: James O'Donnell Bennett)‏ هو صحفي أمريكي، ولد في 1870، وتوفي في 1940.